# Карибский чемпионат по волейболу
Карибский чемпионат по волейболу — соревнования для мужских и женских национальных сборных команд стран Карибского региона, проводимые в рамках Карибской зональной волейбольной ассоциации (CAZOVA), являющейся составной частью Конфедерации волейбола Северной, Центральной Америки и Карибского бассейна (NORCECA). Всего в CAZOVA входят национальные волейбольные федерации 14 стран — Американских Виргинских островов, Арубы, Багамских Островов, Барбадоса, Бонайре, Гаити, Гваделупы, Каймановых островов, Кюрасао, Мартиники, Суринама, Теркса и Кайкоса, Тринидада и Тобаго, Ямайки.
Первый Карибский чемпионат прошёл в 1991 году в Суринаме. В 1996—2014 проводился раз в два года по чётным годам. С 1991 служит отборочным турниром к чемпионатам NORCECA. По итогам Карибского чемпионата одна команда (из числа не проходящих по рейтингу) получает право стартовать в североамериканском первенстве следующего года. В 2017 мужской и женский чемпионаты проходили в рамках отборочных турниров чемпионатов мира 2018.
По итогам прошедших 18-ти чемпионатов рекордсменами по количеству побед у мужчин является сборная Барбадоса (9), у женщин — сборная Тринидада и Тобаго (8).

## Призёры

### Мужчины
| Год  | Страна проведения               | 1-е место                        | 2-е место                        | 3-е место         |
| ---- | ------------------------------- | -------------------------------- | -------------------------------- | ----------------- |
| 1991 | Суринам                         | Нидерландские Антильские острова | Суринам                          | —                 |
| 1992 | Ямайка                          | Багамские Острова                | Ямайка                           | Барбадос          |
| 1993 | Тринидад и Тобаго               | Барбадос                         | Ямайка                           | Мартиника         |
| 1994 | Багамские Острова               | Барбадос                         | Багамские Острова                | Суринам           |
| 1995 | Барбадос                        | Барбадос                         | Нидерландские Антильские острова | Мартиника         |
| 1996 | Американские Виргинские острова | Барбадос                         | Суринам                          | Мартиника         |
| 1998 | Мартиника                       | Барбадос                         | Мартиника                        | Ямайка            |
| 2000 | Барбадос                        | Барбадос                         | Тринидад и Тобаго                | Ямайка            |
| 2002 | Тринидад и Тобаго               | Барбадос                         | Нидерландские Антильские острова | Мартиника         |
| 2004 | Барбадос                        | Барбадос                         | Ямайка                           | Тринидад и Тобаго |
| 2006 | Багамские Острова               | Барбадос                         | Тринидад и Тобаго                | Ямайка            |
| 2008 | Барбадос                        | Мартиника                        | Барбадос                         | Тринидад и Тобаго |
| 2010 | Суринам                         | Тринидад и Тобаго                | Барбадос                         | Багамские Острова |
| 2012 | Американские Виргинские острова | Багамские Острова                | Тринидад и Тобаго                | Барбадос          |
| 2014 | Тринидад и Тобаго               | Тринидад и Тобаго                | Барбадос                         | Кюрасао           |
| 2017 | Тринидад и Тобаго               | Тринидад и Тобаго                | Мартиника                        | Барбадос          |
| 2018 | Суринам                         | Суринам                          | Багамские Острова                | Тринидад и Тобаго |
| 2023 | Суринам                         | Суринам                          | Барбадос                         | Тринидад и Тобаго |

### Женщины
| Год  | Страна проведения               | 1-е место                        | 2-е место         | 3-е место                        |
| ---- | ------------------------------- | -------------------------------- | ----------------- | -------------------------------- |
| 1991 | Суринам                         | Нидерландские Антильские острова | Суринам           | —                                |
| 1992 | Ямайка                          | Багамские Острова                | Барбадос          | Ямайка                           |
| 1993 | Тринидад и Тобаго               | Барбадос                         | Багамские Острова | Тринидад и Тобаго                |
| 1994 | Багамские Острова               | Барбадос                         | Багамские Острова | Тринидад и Тобаго                |
| 1995 | Барбадос                        | Багамские Острова                | Барбадос          | Тринидад и Тобаго                |
| 1996 | Американские Виргинские острова | Тринидад и Тобаго                | Ямайка            | Барбадос                         |
| 1998 | Мартиника                       | Барбадос                         | Багамские Острова | Мартиника                        |
| 2000 | Барбадос                        | Барбадос                         | Тринидад и Тобаго | Ямайка                           |
| 2002 | Тринидад и Тобаго               | Барбадос                         | Тринидад и Тобаго | Нидерландские Антильские острова |
| 2004 | Барбадос                        | Барбадос                         | Ямайка            | Тринидад и Тобаго                |
| 2006 | Багамские Острова               | Тринидад и Тобаго                | Барбадос          | Республика Гаити                 |
| 2008 | Барбадос                        | Тринидад и Тобаго                | Барбадос          | Ямайка                           |
| 2010 | Суринам                         | Тринидад и Тобаго                | Суринам           | Барбадос                         |
| 2012 | Американские Виргинские острова | Тринидад и Тобаго                | Барбадос          | Американские Виргинские острова  |
| 2014 | Тринидад и Тобаго               | Тринидад и Тобаго                | Ямайка            | Суринам                          |
| 2017 | Ямайка                          | Тринидад и Тобаго                | Ямайка            | Суринам                          |
| 2018 | Суринам                         | Тринидад и Тобаго                | Суринам           | Барбадос                         |
| 2023 | Суринам                         | Ямайка                           | Тринидад и Тобаго | Барбадос                         |